# 高砂 (葛飾区)
高砂（たかさご）は、東京都葛飾区の地名。現行行政町名は高砂一丁目から高砂八丁目。住居表示実施済区域。

## 地理
葛飾区の中央部、中川の東岸に位置し、北は新宿（にいじゅく）、南は細田や奥戸に、東は柴又、鎌倉などにそれぞれ接している。西は中川の対岸に青戸があり、高砂橋で繋がっている。高砂橋付近で中川と新中川が分流しているため、南西部の一丁目のみ、二丁目から八丁目までとは新中川で東西に隔てられている。二丁目との間に高砂諏訪橋が架かっている。
町域の中央にある京成電鉄の京成高砂駅は、京成本線、北総鉄道、京成金町線が分岐するターミナルとして機能する地上駅（橋上駅・高架駅）である。駅の南東側にはイトーヨーカドーがある。町域内は主に住宅地として利用される。
なお、京成高砂駅近くは平面交差であり、電車の往来の激しい踏切で人や自動車の往来が妨げられることがしばしばある。
新宿方面から西部の水路沿いを南下し、高砂八丁目交差点に至る道は古くは千葉県佐倉市に至る佐倉街道であった。また、高砂一丁目を環七通りが南北に貫いている。その北端に青砥橋があり、青戸と繋がっている。町域内にはこの他、高砂6-1に怪無池（けなしいけ）、高砂7-13に山田検校の墓のある源照寺、高砂1-2に奥戸総合スポーツセンター（野球場、テニスコート、温水プール、エイトホール）、高砂5-55に京成電鉄の車両基地などがある。

### 広域地名
京成高砂駅を中心とした生活エリアを高砂、あるいは京成高砂と呼ぶこともある。この場合、細田の一部なども含まれることがある。

### 地価
住宅地の地価は、2025年（令和7年）1月1日の公示地価によれば、高砂1-14-4の地点で32万2000円/m2、高砂8-19-5の地点で37万1000円/m2となっている。

## 歴史
1932年（昭和7年）の葛飾区誕生にいたるまで、近辺は長く曲金（まがりかね）と呼ばれる農村地域で、明治の地租改正の際、曲金村の小字名をつけるのにいくつかの謡曲から借用した。
1889年（明治22年）の市制・町村制で曲金村は南葛飾郡奥戸村の大字となった。葛飾区成立の際、これに併せて前述の謡曲から取った小字名の一つで、京成電気軌道（現京成電鉄）の駅名になっていた高砂を縁起も語感も良くない曲金の代わりに旧曲金村を領域とする新町名に採用した。
1965年（昭和40年）の新住居表示実施に伴い、それまでの諏訪町や高砂町の大部分、新宿町三丁目などより新たに高砂が誕生した。

## 世帯数と人口
2023年（令和5年）1月1日現在（東京都発表）の世帯数と人口は以下の通りである。
| 丁目       | 世帯数     | 人口     |
| ---------- | ---------- | -------- |
| 高砂一丁目 | 1,487世帯  | 2,818人  |
| 高砂二丁目 | 1,616世帯  | 2,847人  |
| 高砂三丁目 | 2,243世帯  | 3,975人  |
| 高砂四丁目 | 975世帯    | 1,657人  |
| 高砂五丁目 | 1,475世帯  | 2,517人  |
| 高砂六丁目 | 921世帯    | 1,641人  |
| 高砂七丁目 | 1,510世帯  | 2,979人  |
| 高砂八丁目 | 1,268世帯  | 2,206人  |
| 計         | 11,495世帯 | 20,640人 |

### 人口の変遷
国勢調査による人口の推移。
| 年                 | 人口   |
| ------------------ | ------ |
| 1995年（平成7年）  | 20,848 |
| 2000年（平成12年） | 20,770 |
| 2005年（平成17年） | 19,564 |
| 2010年（平成22年） | 19,498 |
| 2015年（平成27年） | 19,125 |
| 2020年（令和2年）  | 19,884 |

### 世帯数の変遷
国勢調査による世帯数の推移。
| 年                 | 世帯数 |
| ------------------ | ------ |
| 1995年（平成7年）  | 8,387  |
| 2000年（平成12年） | 8,817  |
| 2005年（平成17年） | 8,581  |
| 2010年（平成22年） | 9,235  |
| 2015年（平成27年） | 9,369  |
| 2020年（令和2年）  | 10,314 |

## 学区
区立小・中学校に通う場合、学区は以下の通りとなる（2021年4月時点）。
| 丁目       | 番地           | 小学校             | 中学校             |
| ---------- | -------------- | ------------------ | ------------------ |
| 高砂一丁目 | 全域           | 葛飾区立奥戸小学校 | 葛飾区立奥戸中学校 |
| 高砂二丁目 | 全域           | 葛飾区立高砂小学校 | 葛飾区立高砂中学校 |
| 高砂三丁目 | 全域           | 葛飾区立高砂小学校 | 葛飾区立高砂中学校 |
| 高砂四丁目 | 全域           | 葛飾区立高砂小学校 | 葛飾区立高砂中学校 |
| 高砂五丁目 | 全域           | 葛飾区立住吉小学校 | 葛飾区立桜道中学校 |
| 高砂六丁目 | 全域           | 葛飾区立住吉小学校 | 葛飾区立新宿中学校 |
| 高砂七丁目 | 全域           | 葛飾区立住吉小学校 | 葛飾区立新宿中学校 |
| 高砂八丁目 | 1-25番 30-36番 | 葛飾区立住吉小学校 | 葛飾区立新宿中学校 |
| 高砂八丁目 | 26-29番        | 葛飾区立住吉小学校 | 葛飾区立桜道中学校 |

## 事業所
2021年（令和3年）現在の経済センサス調査による事業所数と従業員数は以下の通りである。
| 丁目       | 事業所数  | 従業員数 |
| ---------- | --------- | -------- |
| 高砂一丁目 | 68事業所  | 403人    |
| 高砂二丁目 | 116事業所 | 574人    |
| 高砂三丁目 | 157事業所 | 1,138人  |
| 高砂四丁目 | 3事業所   | 69人     |
| 高砂五丁目 | 191事業所 | 1,652人  |
| 高砂六丁目 | 41事業所  | 265人    |
| 高砂七丁目 | 57事業所  | 288人    |
| 高砂八丁目 | 71事業所  | 396人    |
| 計         | 704事業所 | 4,785人  |

### 事業者数の変遷
経済センサスによる事業所数の推移。
| 年                 | 事業者数 |
| ------------------ | -------- |
| 2016年（平成28年） | 744      |
| 2021年（令和3年）  | 704      |

### 従業員数の変遷
経済センサスによる従業員数の推移。
| 年                 | 従業員数 |
| ------------------ | -------- |
| 2016年（平成28年） | 4,730    |
| 2021年（令和3年）  | 4,785    |

## 交通

### 鉄道
- 京成高砂駅 - 駅番号 KS10
  - 京成電鉄
    - ■本線
    - ■金町線
    - ■成田空港線（成田スカイアクセス線）

  - 北総鉄道
    - ■北総線

### 路線バス
京成タウンバス
- 小54系統

### 道路・橋梁
- 東京都道318号環状七号線（環七通り）

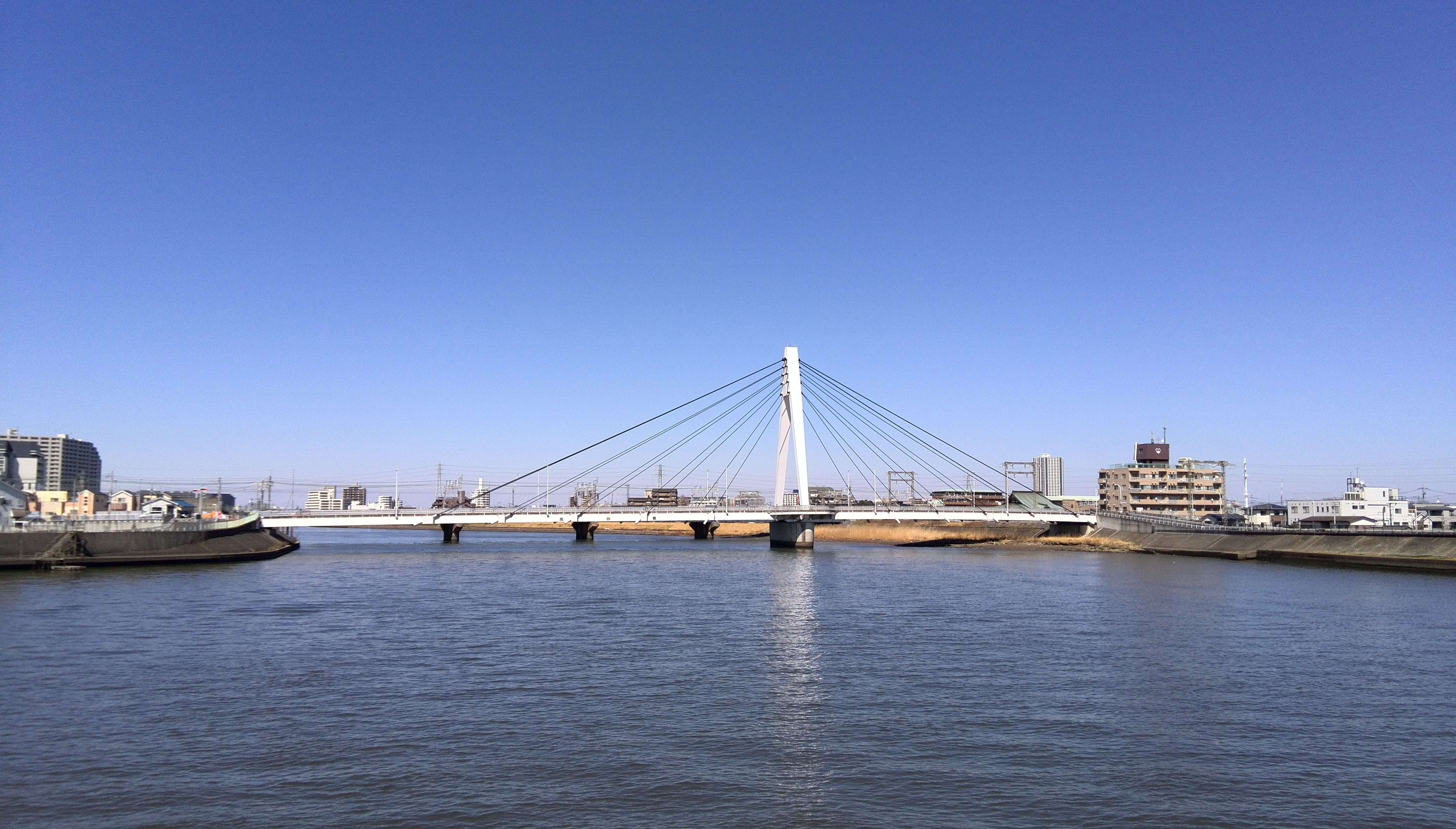
高砂橋

- 東京都道468号堀切橋金町浄水場線 - 環七通りと東京都道307号王子金町江戸川線をつなぐ。環七通りの青砥駅東交差点より東に分かれ高砂橋・京成高砂駅の東側を経て、柴又帝釈天に至る。
- 高砂橋
- 高砂諏訪橋
- 細田橋
- 青砥橋

## 施設

### 行政
- 高砂区民事務所（高砂三丁目）

### 教育
- 葛飾区小中一貫教育校 高砂けやき学園
  - 葛飾区立高砂中学校（高砂三丁目）
  - 葛飾区立高砂小学校（高砂三丁目）
- 葛飾区立住吉小学校（高砂八丁目）

### 医療
- 高砂保健センター（高砂三丁目）
- 協立病院（高砂三丁目）

### 公園

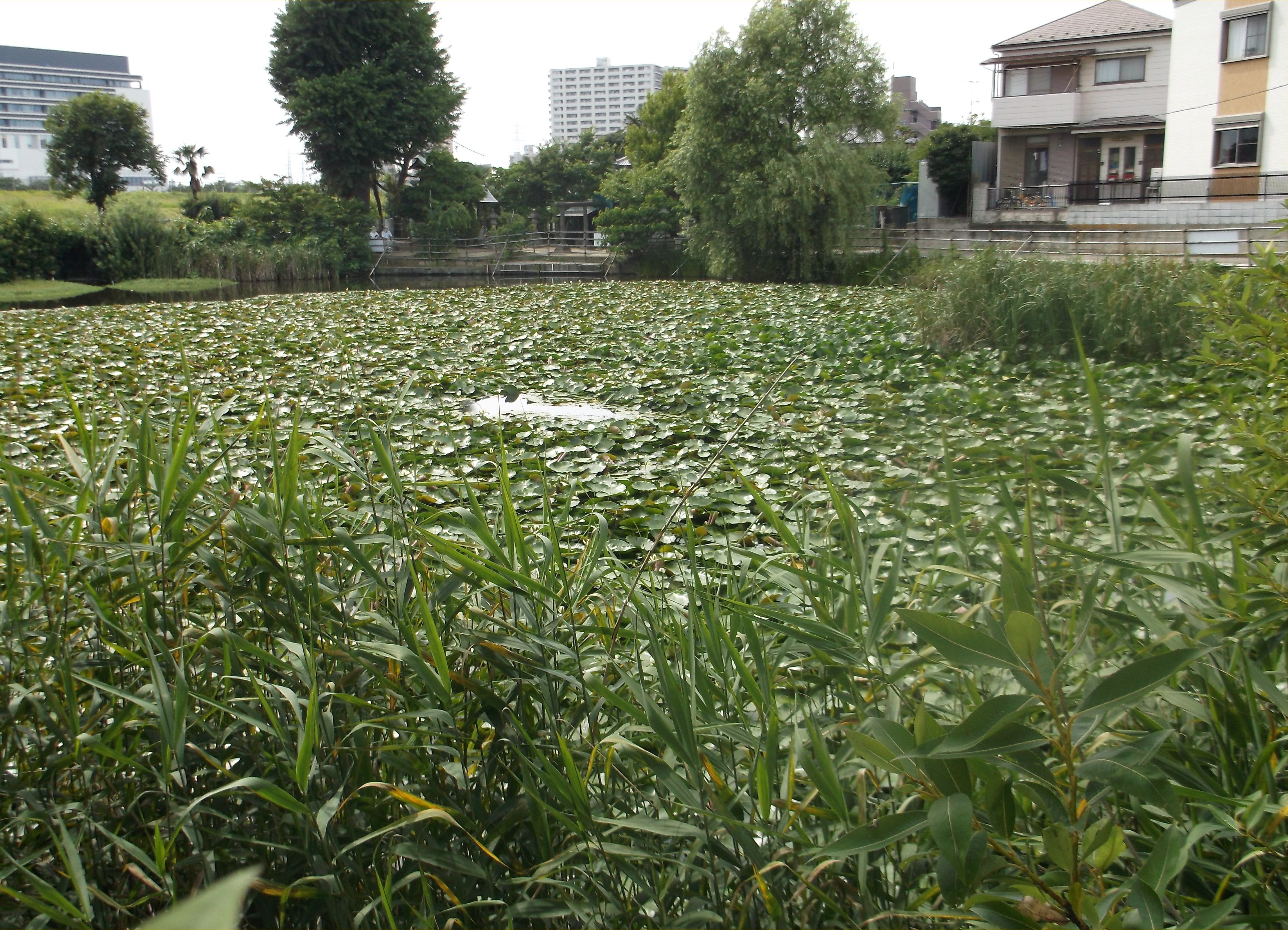
怪無池。高砂六丁目にある。

- 奥戸総合スポーツセンター（高砂一丁目）
- 高砂北公園（高砂四丁目）

### 寺社
- 天祖神社（高砂二丁目）
- 青龍神社（wikidata）（高砂六丁目）
- 観蔵寺（高砂五丁目）
- 崇福寺（高砂七丁目）
- 聞明寺（高砂七丁目）
- 源照寺（高砂七丁目）
- 大秀寺（高砂七丁目）
- 乗願寺（高砂八丁目）

## 出身者
- 高橋貞二 - 俳優

## その他

### 日本郵便
- 郵便番号 : 125-0054[4]（集配局 : 葛飾新宿郵便局[17]）。